# Erik van Blokland
Erik van Blokland est un créateur de caractères, enseignant et programmeur néerlandais. Il dirige le master de typographie « Type[Media » à l'Académie des beaux-arts de La Haye, aux Pays-Bas.
Il est réputé pour son utilisation avancée de l'informatique service de la typographie. Avec son confrère Just van Rossum (en), il a ainsi créé la police aléatoire Beowolf en hackant le langage PostScript : celle-ci génère des glyphes différents à chaque utilisation d'un caractère.
Il a depuis participé à la création du format de sources de fontes numériques Unified Font Object, à celle du Web Open Font Format et des extensions Python pour création de caractères RoboFab.
Il est l'auteur de Superpolator, une application d'interpolation de styles de police.

## Caractères
Erik van Blokland a notamment dessiné les polices suivantes :
- Eames Century Modern
- FF Erikrighthand[4]
- FF Kosmik
- LTR Salmiak
- FF Trixie
- FF Zapata

Il a collaboré avec Just van Rossum pour dessiner les polices LTR Bodoni Bleifrei et FF Beowolf, cette dernière étant dynamique et aléatoire.